# Phare Monumental Isla Hornos
Ne doit pas être confondu avec Phare Cabo de Hornos.
Le phare Monumental Isla Hornos, phare Monumental Cabo de Hornos, ou phare Isla Hornos (en espagnol : faro Monumental Isla Hornos)  est un phare situé à l’extrémité sud-est de l'île Horn (archipel L'Hermite) au Chili. Il a une grande importance pour la navigation maritime : en effet, on estime à 10 000 le nombre de navigateurs qui ont péri au large du phare et à 800 le nombre de navires engloutis.

## Généralités

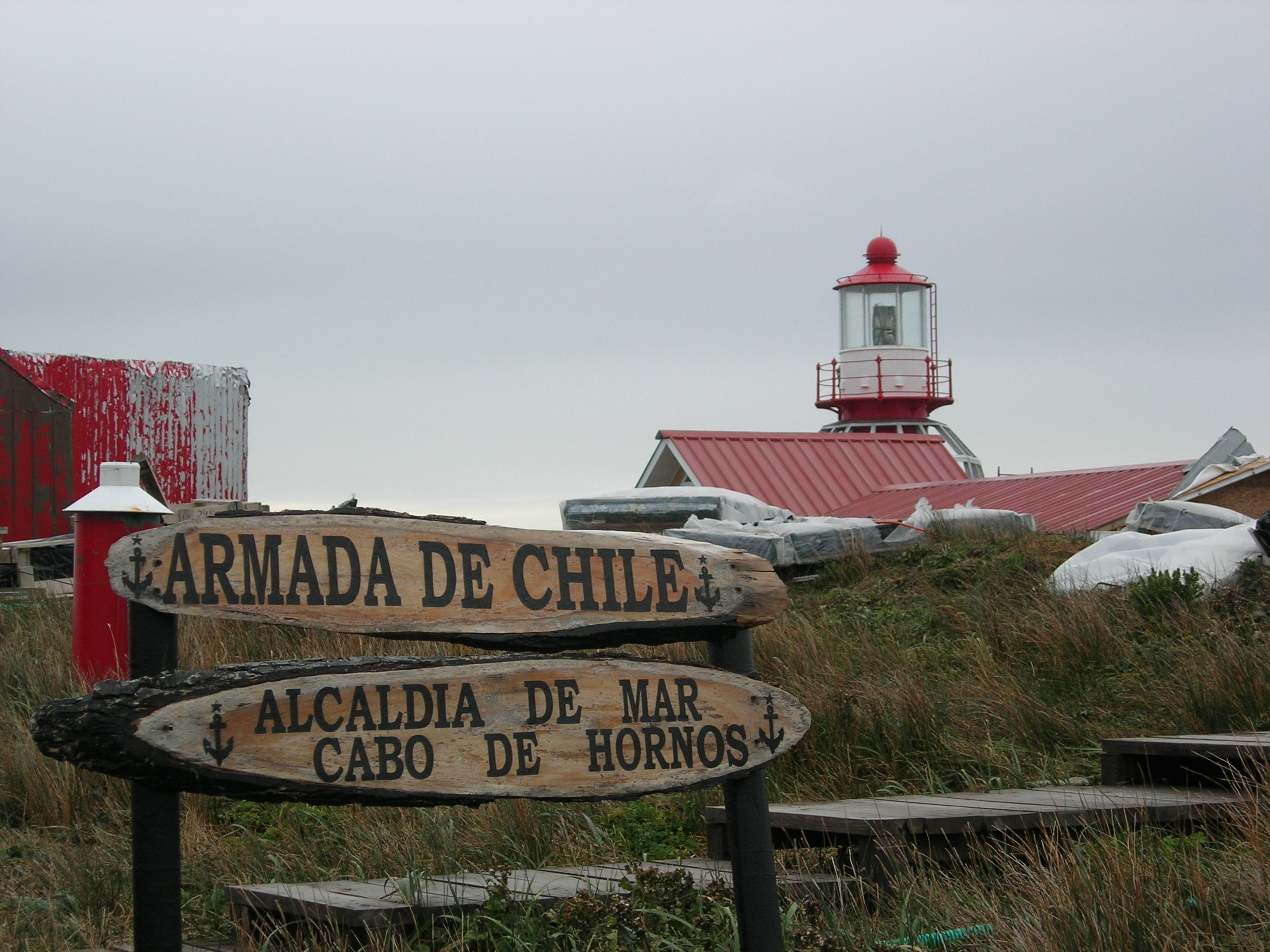
Le phare

Le phare est rattaché administrativement à la région de Magallanes et de l'Antarctique chilien. Il est situé dans une zone de l'île connue sous le nom de Punta Espolón, à une hauteur de 62 mètres au-dessus du niveau de la mer. Le village la plus proche est Puerto Toro. Avec le phare Cabo de Hornos, ils servent de référence pour les navires de navigation qui choisissent cette voie comme une alternative au détroit de Magellan ou au canal de Panama. Leur importance réside en ce qu'ils sont les phares les plus méridionaux de l'archipel de Terre de Feu.

## Description
Construit à partir de 1990 par la Marine chilienne et mis en service le 17 novembre 1991, sa structure se compose d'une tour cylindrique en fonte à bandes rouges et blanches horizontales. Il dispose d'un personnel permanent composé de membres du personnel de la Marine chilienne. Le phare a une hauteur de 11,5 mètres et est visible à 12 milles nautiques. Il émet un flash blanc toutes les 5 secondes et est équipé d'un transpondeur radar Racon (N). Depuis 2006, le phare est accolé à un bâtiment de bois et de briques mesurant environ 60 m2 qui abrite le gardien et sa famille. À proximité, se trouvent une station météorologique et une petite chapelle construite en bois.
Identifiant : ARLHS : CHI-030 - Amirauté : G1336.5 - NGA : 111-2713 .

## Caractéristique dufeu maritime
Fréquence : 5 secondes (W)
- Lumière : 0.7 seconde
- Obscurité : 4.3 secondes

## Littérature
Dans le roman de Jules Verne, Les Naufragés du « Jonathan », le personnage du Kaw-Djer, à la fin du livre, choisit de s'isoler sur l'île Horn, où il a enfin réussi à faire bâtir un phare.